# Leichtathletik-Weltmeisterschaften 2023/Teilnehmer (Mali)
| Goldmedaillen | Silbermedaillen | Bronzemedaillen |
| ------------- | --------------- | --------------- |
| —             | —               | —               |

Der Leichtathletikverband von Mali hat für die Leichtathletik-Weltmeisterschaften 2023 in Budapest einen Sportler gemeldet.

## Ergebnisse

### Männer

#### Laufdisziplinen
| Athlet          | Disziplin    | Vorlauf    | Vorlauf | Halbfinale | Halbfinale | Finale | Finale |
| Athlet          | Disziplin    | Zeit       | Platz   | Zeit       | Platz      | Zeit   | Platz  |
| --------------- | ------------ | ---------- | ------- | ---------- | ---------- | ------ | ------ |
| Richard Diawara | 110 m Hürden | 13,68 s PB | 29      | DNQ        | DNQ        | –      | –      |